# Cherkesk
Cherkesk (en abaza, cabardino, karachái-bálkaro, en nogayo y en ruso: Черке́сск) es una ciudad al sur de Rusia y capital de la república de Karacháyevo-Cherkesia. Situada en la región del Cáucaso Norte, en la orilla derecha del río Kubán. Forma un ókrug urbano.
Es el principal centro industrial, administrativo, económico y cultural de la república.

## Geografía
La ciudad está situada en la parte norte de Karacháyevo-Cherkesia, en la margen derecha del río Kubán. Limita con el raión de Abasia al oeste, el raión de Adygue-Jabl al norte, el raión Prikubanski al este y suroeste y el raión de Ust-Dzhegutá al sur.
El área de la ciudad es de 69,8 km². La ciudad está ubicada en la zona de piedemonte de la república. Al este se extienden crestas montañosas, cuya altura máxima alcanza los 700 m sobre el nivel del mar. A lo largo del límite occidental de la ciudad se extiende la escarpada orilla del Kubán. La altitud media de la ciudad es de 530 m sobre el nivel del mar.

### Hidrología

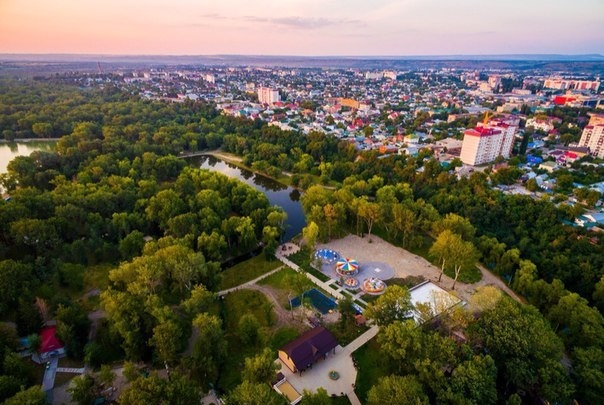
Vista de Zelioni Ostrov, "Isla Verde".

La principal vía fluvial de la ciudad es el río Kubán. La red hidrográfica también está representada por pequeños ríos: Ovechka, Topka y Abazinka (Tojtamish). El Gran Canal de Stávropol corre al sureste de la ciudad. Al este de la ciudad hay dos grandes embalses de agua dulce: el embalse Kubánskoye y el lago Máloye. Al oeste de la ciudad, en la zona de Zelioni Ostrov, hay una cascada de embalses artificiales. En la parte noroeste de la ciudad hay una concentración especialmente grande de estanques que se utilizan principalmente para regar los huertos.

### Clima
El clima es moderadamente húmedo. Las temperaturas medias del aire oscilan entre +21 °C en julio y -2,5 °C en enero. En verano, la temperatura absoluta del aire puede subir hasta +40 °C, y en invierno desciende ocasionalmente por debajo de -10 °C. La precipitación media anual es de unos 650 mm. La mayor cantidad de precipitación cae en junio.
| Parámetros climáticos promedio de Cherkesk | Parámetros climáticos promedio de Cherkesk | Parámetros climáticos promedio de Cherkesk | Parámetros climáticos promedio de Cherkesk | Parámetros climáticos promedio de Cherkesk | Parámetros climáticos promedio de Cherkesk | Parámetros climáticos promedio de Cherkesk | Parámetros climáticos promedio de Cherkesk | Parámetros climáticos promedio de Cherkesk | Parámetros climáticos promedio de Cherkesk | Parámetros climáticos promedio de Cherkesk | Parámetros climáticos promedio de Cherkesk | Parámetros climáticos promedio de Cherkesk | Parámetros climáticos promedio de Cherkesk |
| Mes                                        | Ene.                                       | Feb.                                       | Mar.                                       | Abr.                                       | May.                                       | Jun.                                       | Jul.                                       | Ago.                                       | Sep.                                       | Oct.                                       | Nov.                                       | Dic.                                       | Anual                                      |
| ------------------------------------------ | ------------------------------------------ | ------------------------------------------ | ------------------------------------------ | ------------------------------------------ | ------------------------------------------ | ------------------------------------------ | ------------------------------------------ | ------------------------------------------ | ------------------------------------------ | ------------------------------------------ | ------------------------------------------ | ------------------------------------------ | ------------------------------------------ |
| Temp. máx. abs. (°C)                       | 13.3                                       | 18.4                                       | 30                                         | 28                                         | 30.6                                       | 35                                         | 35                                         | 36.2                                       | 35                                         | 30                                         | 25                                         | 17.1                                       | 36.2                                       |
| Temp. máx. media (°C)                      | 1                                          | 2                                          | 7                                          | 16                                         | 22                                         | 26                                         | 29                                         | 28                                         | 23                                         | 16                                         | 8                                          | 2                                          | 15                                         |
| Temp. media (°C)                           | -2                                         | -2                                         | 3                                          | 10.5                                       | 15.5                                       | 19.5                                       | 22.5                                       | 22                                         | 17                                         | 11                                         | 4                                          | -1                                         | 10                                         |
| Temp. mín. media (°C)                      | -5                                         | -6                                         | -1                                         | 5                                          | 9                                          | 13                                         | 16                                         | 16                                         | 11                                         | 6                                          | 0                                          | -4                                         | 5                                          |
| Temp. mín. abs. (°C)                       | -24.3                                      | -25.7                                      | -15                                        | -8                                         | -3.2                                       | 4                                          | 2.4                                        | 2.5                                        |                                            | -9                                         | -17.5                                      | -20.5                                      | -25.7                                      |
| Precipitación total (mm)                   | 12.7                                       | 13.8                                       | 20                                         | 41.5                                       | 45.7                                       | 57.3                                       | 47.3                                       | 34.2                                       | 24.5                                       | 29.7                                       | 23.5                                       | 22.3                                       | 372.5                                      |
| Fuente: Climate data                       |                                            |                                            |                                            |                                            |                                            |                                            |                                            |                                            |                                            |                                            |                                            |                                            |                                            |

## Historia

### SigloXIX
La ciudad fue fundada en 1804 por los cosacos como una fortificación fronteriza en la región donde en 1790 el ejército ruso bajo el mando del general Johann Hermann von Fersen venció al ejército turco de Batal-Pashá en la batalla del río Tojtamish. El reducto era parte de la Línea defensiva del Cáucaso En otoño de 1825 llegaron los primeros habitantes de la gubérniya de Stávropol. Así apareció la stanitsa Batalpashínskaya, un caso rarísimo cuando una localidad fue nombrada en honor del vencido y no del vencedor.
El asentamiento fue lento y provino de dos fuentes: cosacos de Kubán reasentados desde Vorovskoléskaya (2 oficiales y 90 familias) y cosacos del Jopior, reasentados desde Stávropolskaya (fundada en 1777-1778, 140 familias). El reasentamiento de los primeros tuvo lugar en la primavera de 1827, mientras que la mayoría de los segundos llegaron a la nueva aldea sólo después de la cosecha en el otoño de 1827.
Los materiales de archivo conservados, en particular la pintura confesional de la catedral de san Nicolás de la recién formada aldea de 1827, contienen listas casi completas de los cosacos que fueron los primeros pobladores de Batalpashínskaya.
Además de las funciones de asentamiento militar, Batalpashínskaya desempeñó un papel importante en el establecimiento de vínculos comerciales y culturales con los pueblos de las montañas. A cambio de sal, pan y tejidos, los comerciantes, industriales y cosacos exportaban ganado, cuero seco, capuchas, abrigos circasianos y muchos otros bienes de las regiones montañosas.
En 1860, Batalpashínskaya se convirtió en uno de los centros de distrito del recién formado óblast de Kubán. En 1868, ya funcionaban en la aldea una escuela de brigada para hombres (formada a partir de dos escuelas de regimiento abiertas antes de 1864) y una escuela para mujeres (inaugurada el 1 de septiembre de 1865) (4 brigadas KKV). En 1868 se construyó aquí, con cargo al tesoro del ejército, el primer hospital militar con 48 camas. Por decreto de Alejandro II, el 30 de diciembre de 1869, el pueblo se transformó en la ciudad de Batalpashinsk. El 21 de abril de 1903 se canceló el decreto de transformación en ciudad. Desde 1888 hasta 1920, la localidad fue el centro administrativo del otdel de Batalpashínskaya del óblast de Kubán. En Batalpashínskaya se comerciaba con cereales y ganado y había un aserradero. 
Para 1880 la stanitsa se había convertido en un centro administrativo y comercial.

### SigloXX

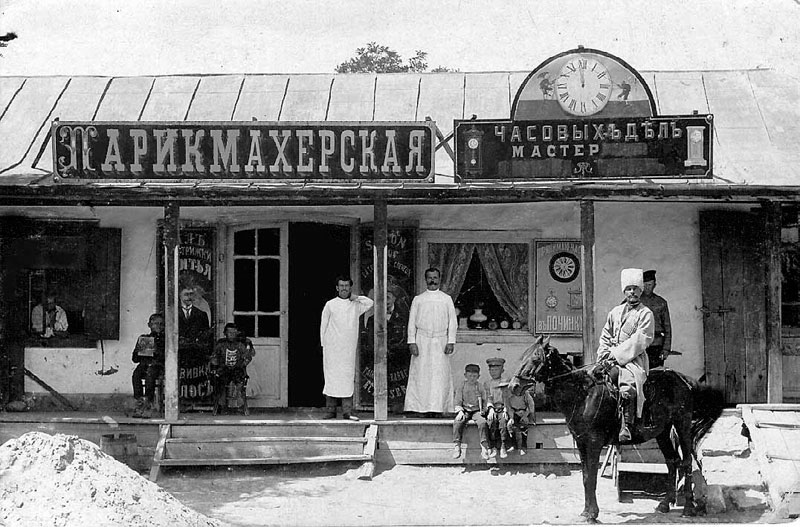
Batalpashínskaya, antes de la Revolución de Octubre.

Plaza central de la ciudad en 2001.

En el otoño de 1918, la stanitsa Batalpashínskaya fue ocupada por tropas blancas bajo el mando del general Shkuró. Habiendo ocupado la aldea, anunció la movilización en el ejército de Denikin. El 5 de enero de 1919, el ejército de Shkuró capturó Kislovodsk y expulsó a los rojos de allí. Después de reclutar especialistas y equipos en Kislovodsk, Shkuró organizó en Batalpashínskaya la producción de proyectiles, cartuchos, telas, botas de cuero, capas y abrigos de piel para las necesidades de las Fuerzas Armadas del Sur de Rusia. En la primavera de 1920, el pueblo de Batalpashínskaya quedó bajo el dominio de los bolcheviques.
Desde 1922, el pueblo ha sido el centro del óblast autónomo de Karacháyevo-Cherkesia, desde 1926, el centro del ókrug nacional Cherkeso, de 1928 a 1943, óblast autónomo. En 1931, el asentamiento recibió el estatus de ciudad y el nombre de Batalpashinsk.
En 1934, Batalpashinsk pasó a llamarse Sulímov en honor al presidente del Consejo de Comisarios del Pueblo de la RSFSR Daniil Sulímov. En 1937, Sulímov fue arrestado y fusilado, tras lo cual la ciudad pasó a llamarse Yezhovo-Cherkesk, en honor al Comisario del Pueblo de Interior, Nikolái Yezhov. En 1939, tras el arresto de este último, sólo se conservó la segunda parte del nombre: Cherkesk.
Durante la Segunda Guerra Mundial, varios militares de la región destacaron en las operaciones bélicas, como Iván Lobodin, Jarún Bogatyriov, Iósif Laar, Osmán Kasáyev y Dmitri Stárikov, Héroes de la Unión Soviética, con cuyos nombres se bautizaron calles de la ciudad.
Durante la ocupación de la ciudad (11 de agosto de 1942-17 de enero de 1943) por el 17.º Ejército alemán de Richard Ruoff, el 1.ᵉʳ Ejército Panzer de Ewald von Kleist y Eberhard von Mackensen y el 49.º Cuerpo de Ejército de Montaña de Rudolf Conrad se creó y operó una organización clandestina para luchar contra el enemigo. Se trataba de un grupo de chicos de 14 a 17 años, no liderados por nadie, que surgió de forma espontánea. Los alemanes convirtieron a Cherkesk en una línea defensiva: aquí se ubicaron el cuartel general y las unidades del 667.º Regimiento de Infantería, la 370.ª División de Infantería y la 5.ª División Aérea, un regimiento de entrenamiento y destacamentos de seguridad y reconocimiento de la 1.ª División Alpina.
Desde 1957 Cherkesk es el centro administrativo del óblast autónomo de Karacháyevo-Cherkesia y desde 1991 es la capital de la república de Karacháyevo-Cherkesia.
En 1973, el microdistrito del sur recibió el nombre de Peshtera en honor a su ciudad hermana búlgara. En 2019 se empezó a construir al norte de la ciudad el microdistrito Cherkesk Siti.

## Demografía
| Gráfica de evolución de Cherkesk entre 1874 y 2020 |
|                                                    |

### Composición étnica
| Nacionalidad | Habitantes | Proporción |
| ------------ | ---------- | ---------- |
| Rusos        | 50 618     | 44,71 %    |
| Karacháis    | 26 436     | 23,35 %    |
| Cherquesos   | 17 806     | 15,73 %    |
| Abasios      | 10 617     | 9,38 %     |
| Nogayos      | 1693       | 1,50 %     |
| Otros        | 7276       | 6,43 %     |
| Total        | 113 226    | 100,00 %   |

## Economía

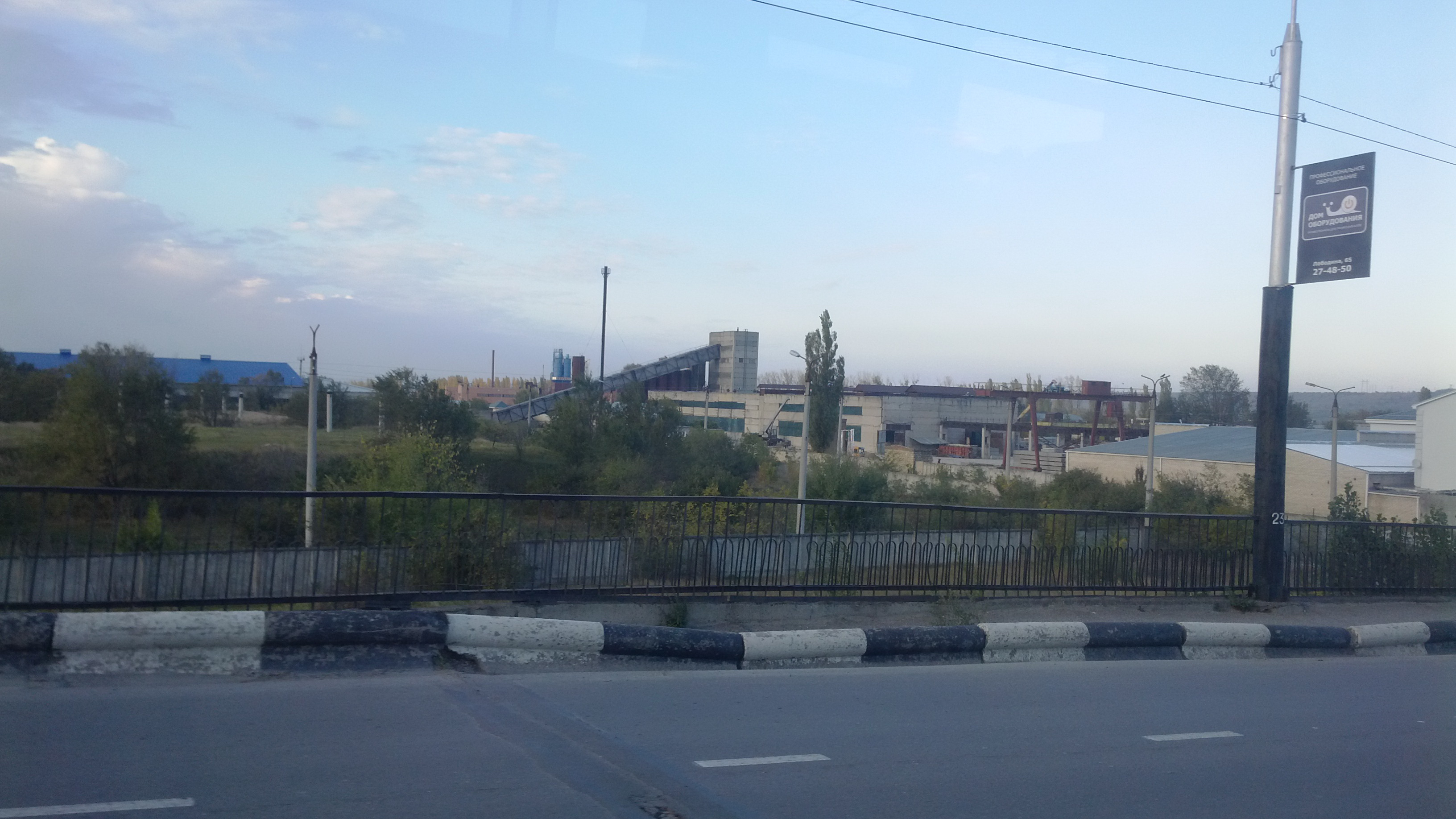
Industria en Cherkesk.

La economía de Cherkesk se basa en gran medida en pequeños establecimientos minoristas. Muchas fábricas dejaron de existir en la década de 1990 o su capacidad se volvió significativamente menor que en el período soviético.
La localidad cuenta con un buen número de fábricas, como la fábrica de conservas y embutidos "Kavkaz-Miaso", ingeniería de refrigeración, productos de caucho, equipos de bajo voltaje, cemento, fábrica de procesamiento de lana y producción de hilados, fábrica de ladrillos "Lateraria", Planta de la empresa "Mercuri" para la producción de agua mineral, taller de procesamiento de carne de la empresa "Mercuri" para la elaboración de productos cárnicos y una planta procesadora de carne, ya mencionada en 1947.

## Transporte

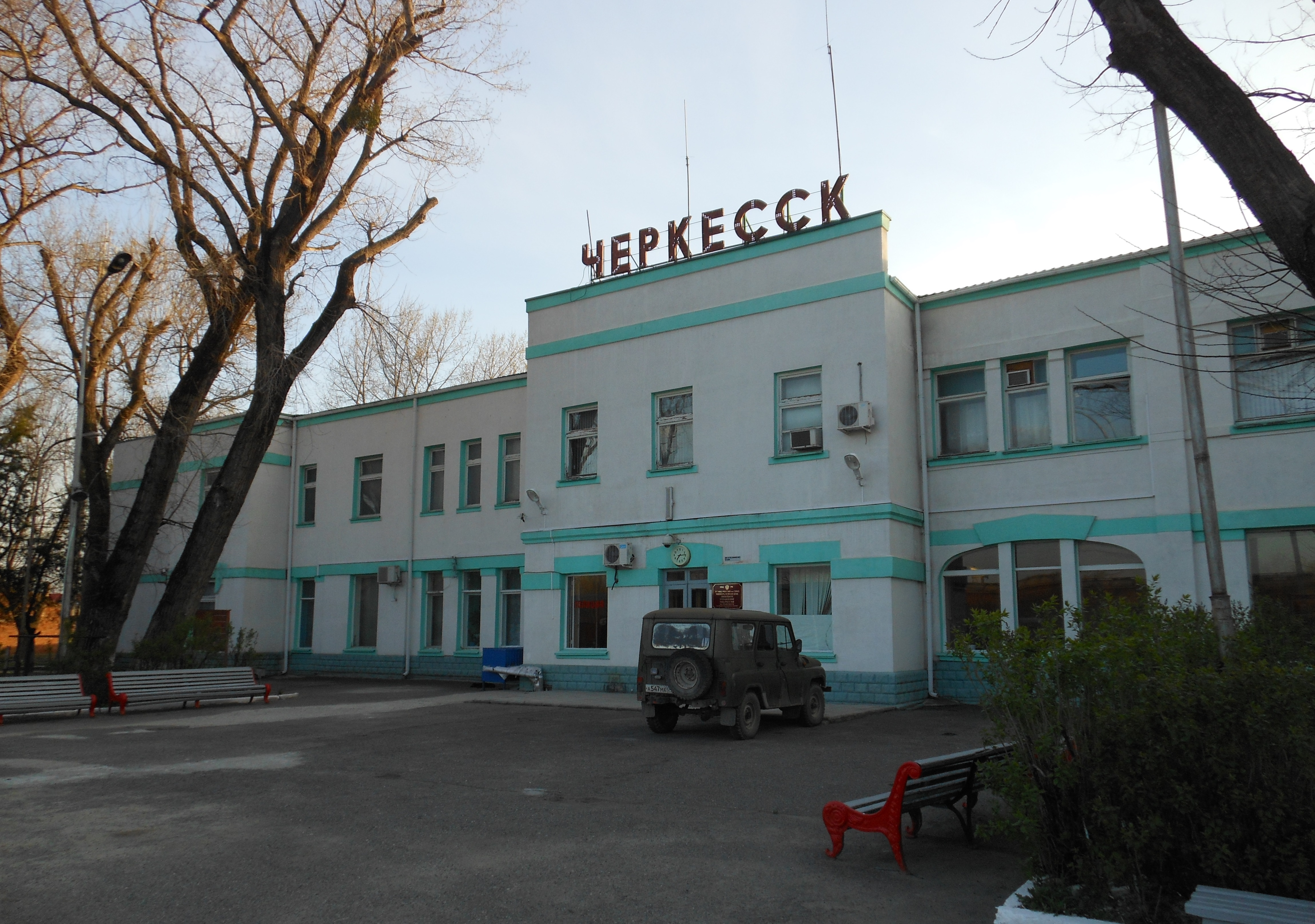
Estación de Cherkesk.

El transporte urbano está representado por la red de trolebuses y autobuses.
También hay una estación de tren Cherkesk del ferrocarril del Cáucaso Norte, en el ramal Nevinnomisk-Dzhegutá. El servicio ferroviario suburbano de pasajeros en la ruta Cherkesk - Nevinnomiska a través de la estación se realiza mediante ferrobuses RA1 (anteriormente, hasta 2009, funcionaba el tren suburbano Dzhegutá-Nevinnomisk). Los vagones de remolque directos desde Ust-Dzhegutá, que anteriormente (hasta 2009) viajaban a través de la estación de Cherkesk hasta Moscú como parte del tren de larga distancia N.º 061C Nálchik-Moscú (entregados en la estación de Nevinnomisk como parte de un tren de cercanías), han sido cancelados.
La carretera militar de Sujumi comienza en la ciudad de Cherkessk.

## Religión

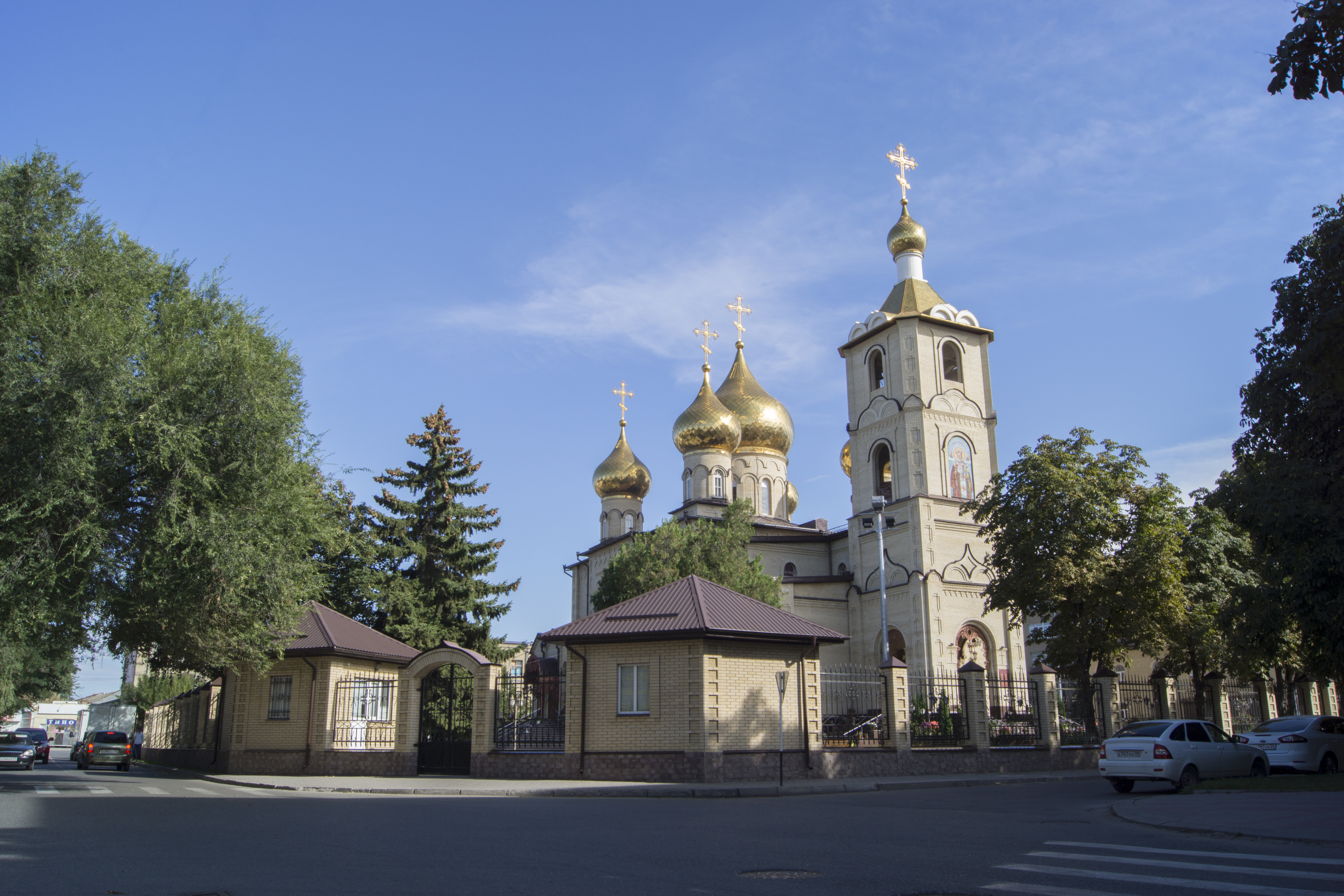
Catedral de San Nicolás.

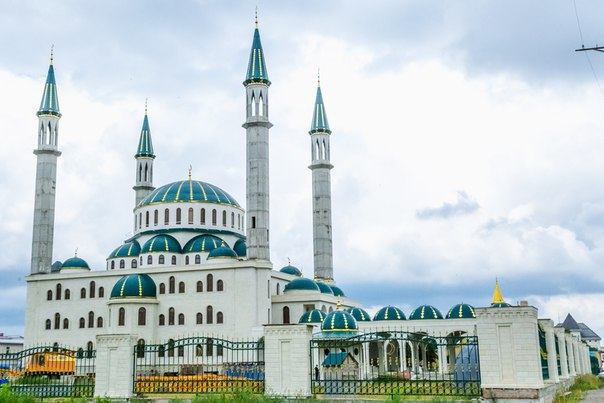
Mezquita Catedral Central.

### Iglesia Ortodoxa Rusa
- Catedral de San Nicolás el Taumaturgo.[18] Una de las catedrales de la diócesis de Piatigorsk.
- Iglesia de la Intercesión de la Madre de Dios[.[19]
- Iglesia de San Sergio de Radónezh el Taumaturgo.[20]
- Iglesia de San Sergio de Radónezh. Liceo ortodoxo de San Sergio.
- Capilla del Santo Gran Mártir Victioso Jorge.[21]
- Gimnasio Ortodoxo San Sergio.[22]

### Islam
- Mezquita Catedral Central.[23][24] [76]
- Mezquita de la ciudad de Cherkesk.[25]
- Mezquita del microdistrito Yubileini.[26]

### Iglesia Apostólica Armenia
- Iglesia de San Jorge (inaugurada en 2008).

### Protestantismo
- Iglesia de Cristianos de Fe Evangélica "Arca de Dios".
- Iglesia "Misión Cristiana".

## Cultura, educación, medicina

Casa de cultura Jimik.

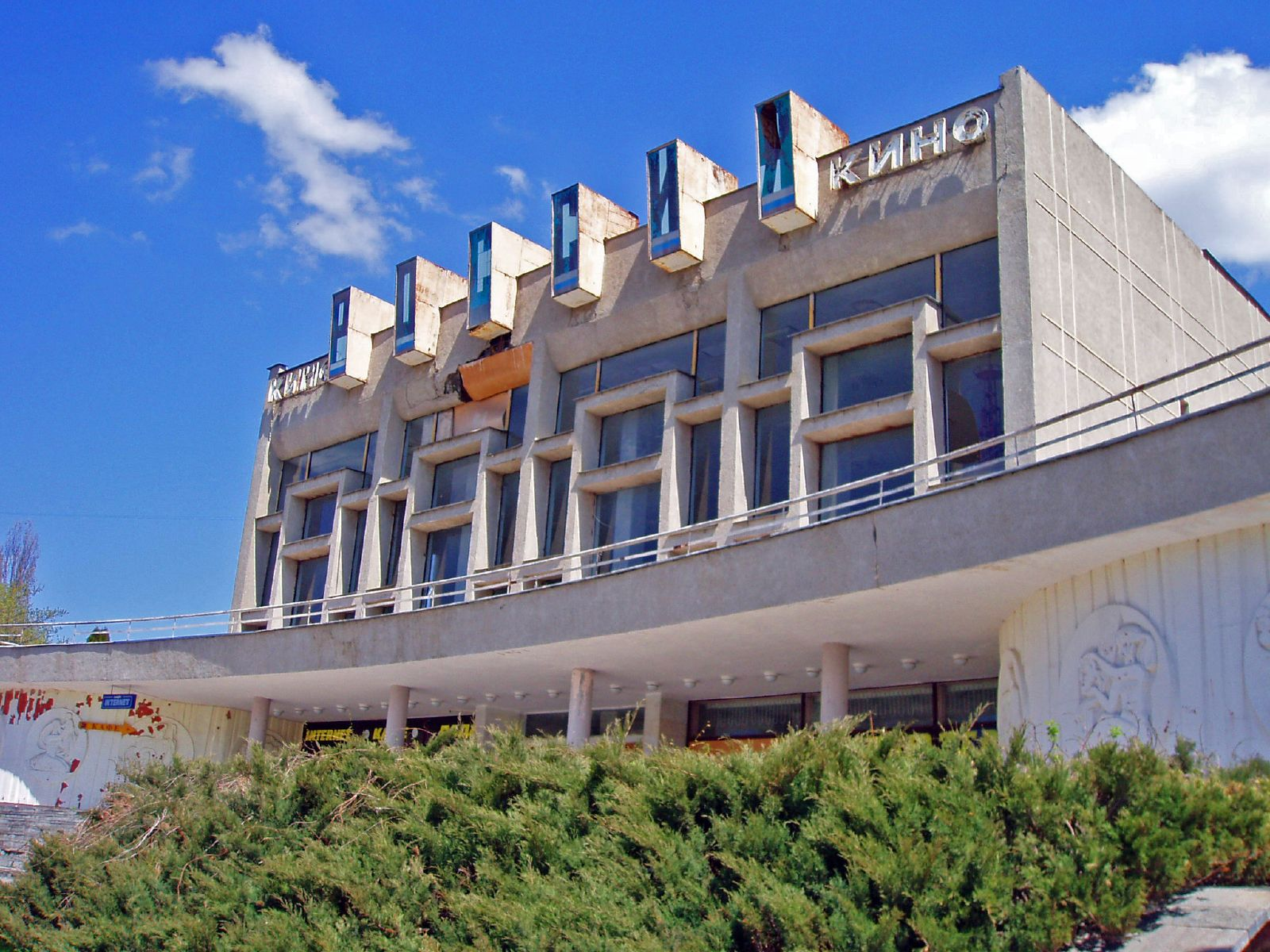
Cine Rusia.

- Instituto de Investigaciones en Economía, Historia, Lengua y Literatura^.
- Academia Estatal del Cáucaso Norte (anteriormente KCHGTA/SKGGTA).
- Teatro Republicano Ruso de Drama y Comedia de la República de Karacháyevo-Cherkesia.
- Teatro Dramático de Karachái Shajarbi Alíyev.
- Museo Histórico, Cultural y Natural de Karacháyevo-Cherkesia (hasta 1988 Museo de Historia Local, fundado en 1918).
- Colegio Pedagógico de Karacháyevo-Cherkesia Umar Jabékov.
- Instituto Islámico de Karacháyevo-Cherkesia Imam Abu Hanifa.
- Facultad de Medicina de Karacháyevo-Cherkesia (KCHMK)
- Colegio Abierto Internacional de Gestión Moderna M. M. Abrekov.
- Facultad Estatal de Cultura y Artes de Karacháyevo-Cherkesia A. A. Daurova.
- Filial de la Universidad Económica Estatal de Rostov (RINH).
- Filial de la Universidad Financiera e Industrial de Moscú «Sinergia».
- Colegio Internacional de Tecnologías Digitales de Moscú "Academia TOP".
- Teatro dramático circasiano M. O. Akov
- Casa de cultura Jimik.
- Centro oftalmológico. Inaugurado en febrero de 2013.[27]

En la ciudad operan organismos públicos nacionales como:
- Asociación Circasiana Internacional.
- Alashara.
- Congreso del Pueblo Karachái.
- Elbrusoid.

## Deporte
Los principales clubes de fútbol de la localidad son el Inter Cherkesk y el Nart Cherkesk.

## Galería

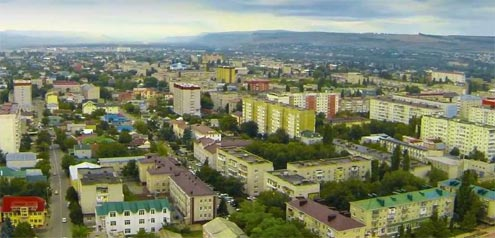
Vista de la localidad.
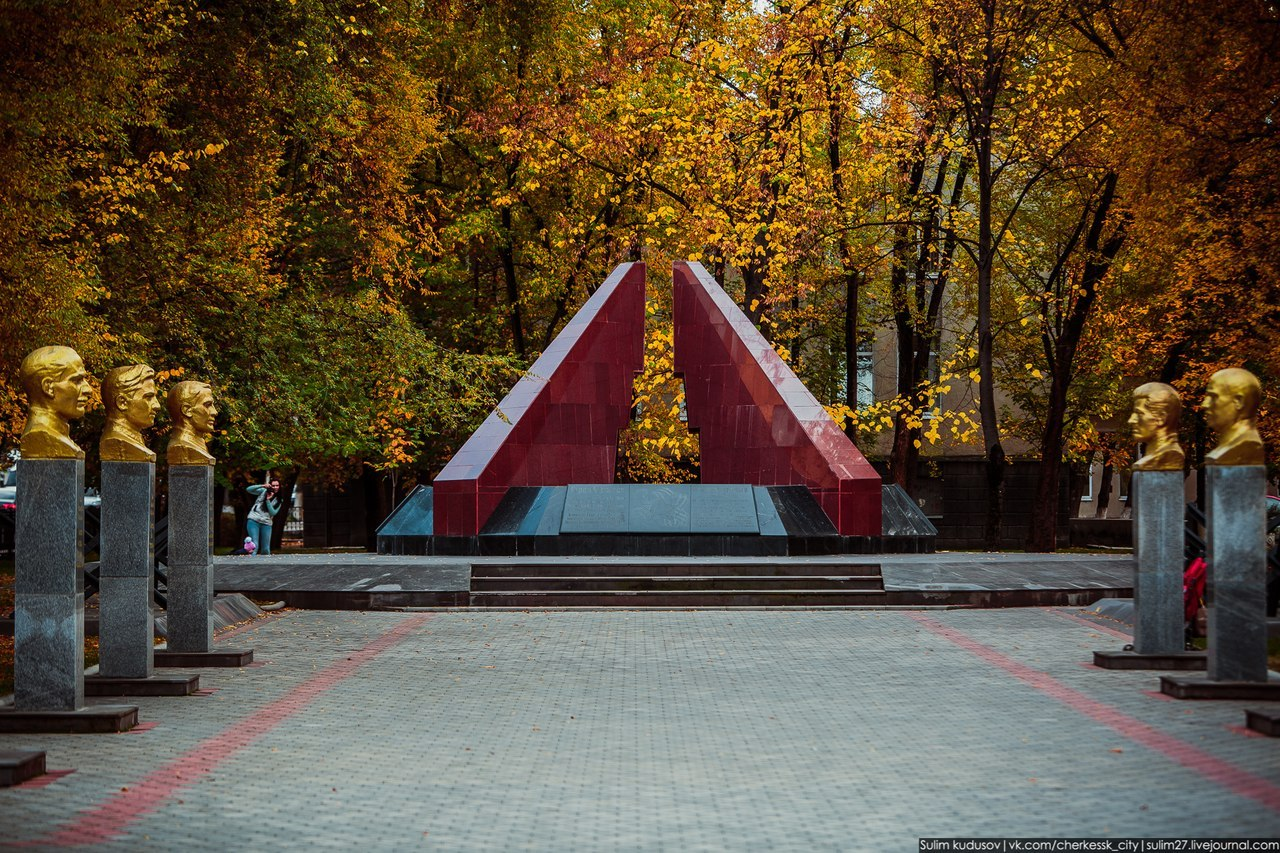
Escultura "Estandartes arqueados" en el parque Pobeda, homenaje a los soldados soviéticos caídos en la Gran Guerra Patriótica.
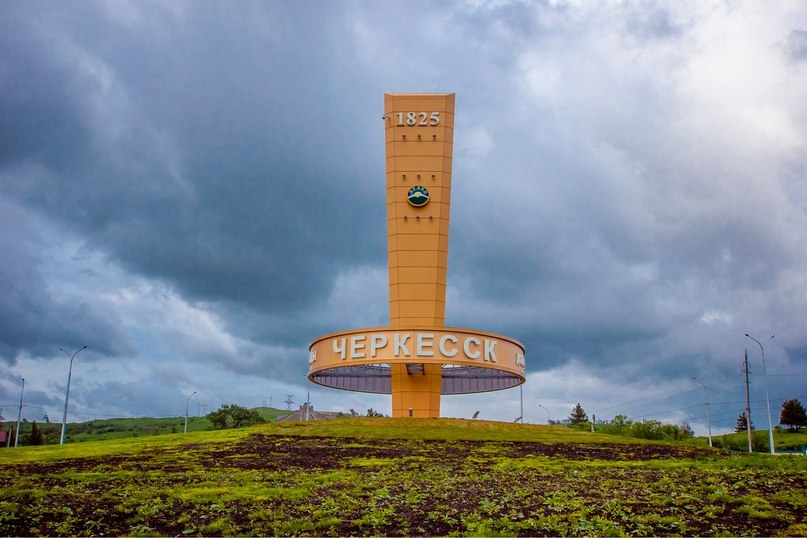
Señal a la entrada de la ciudad.
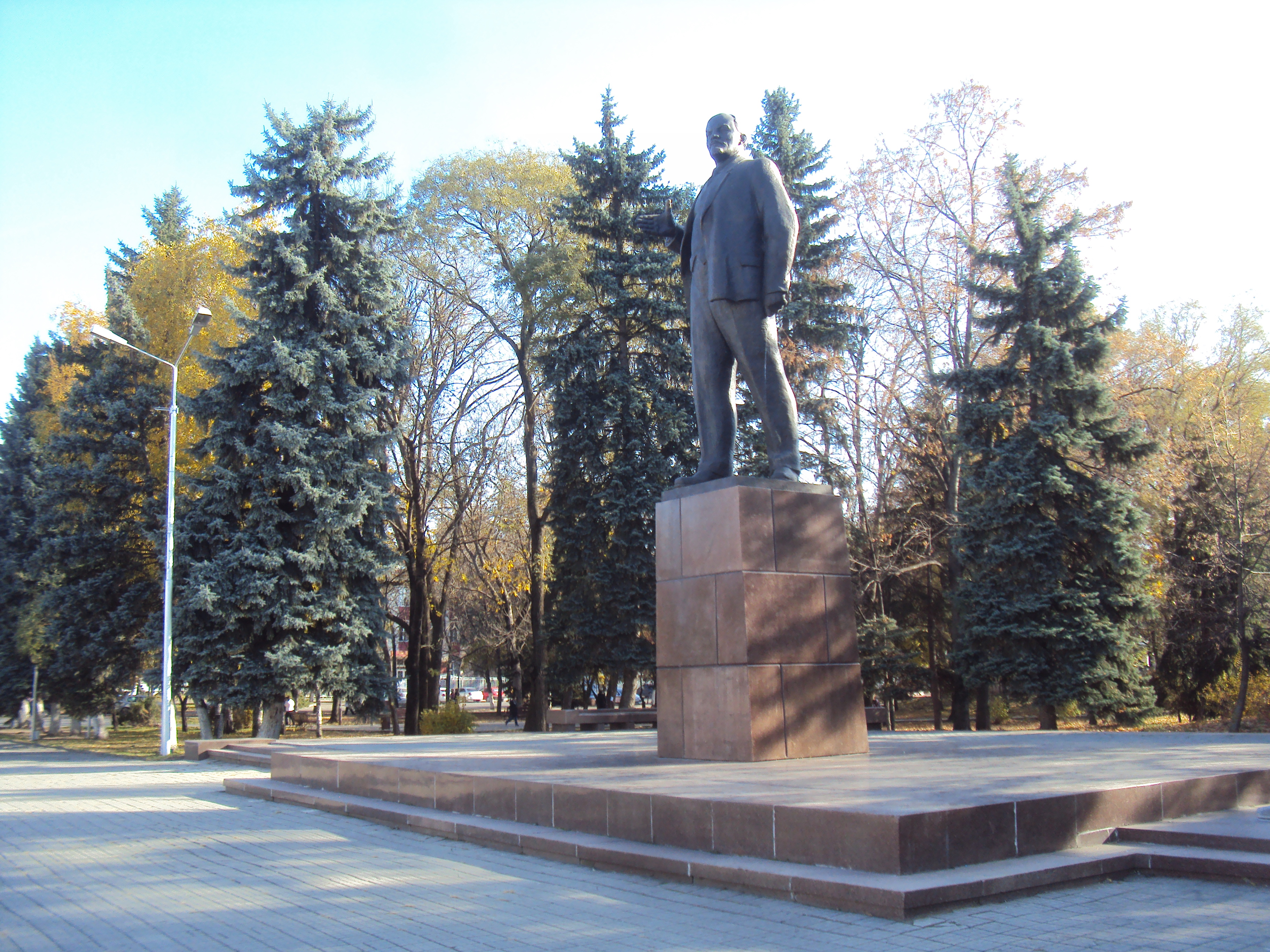
Monumento a Lenin.
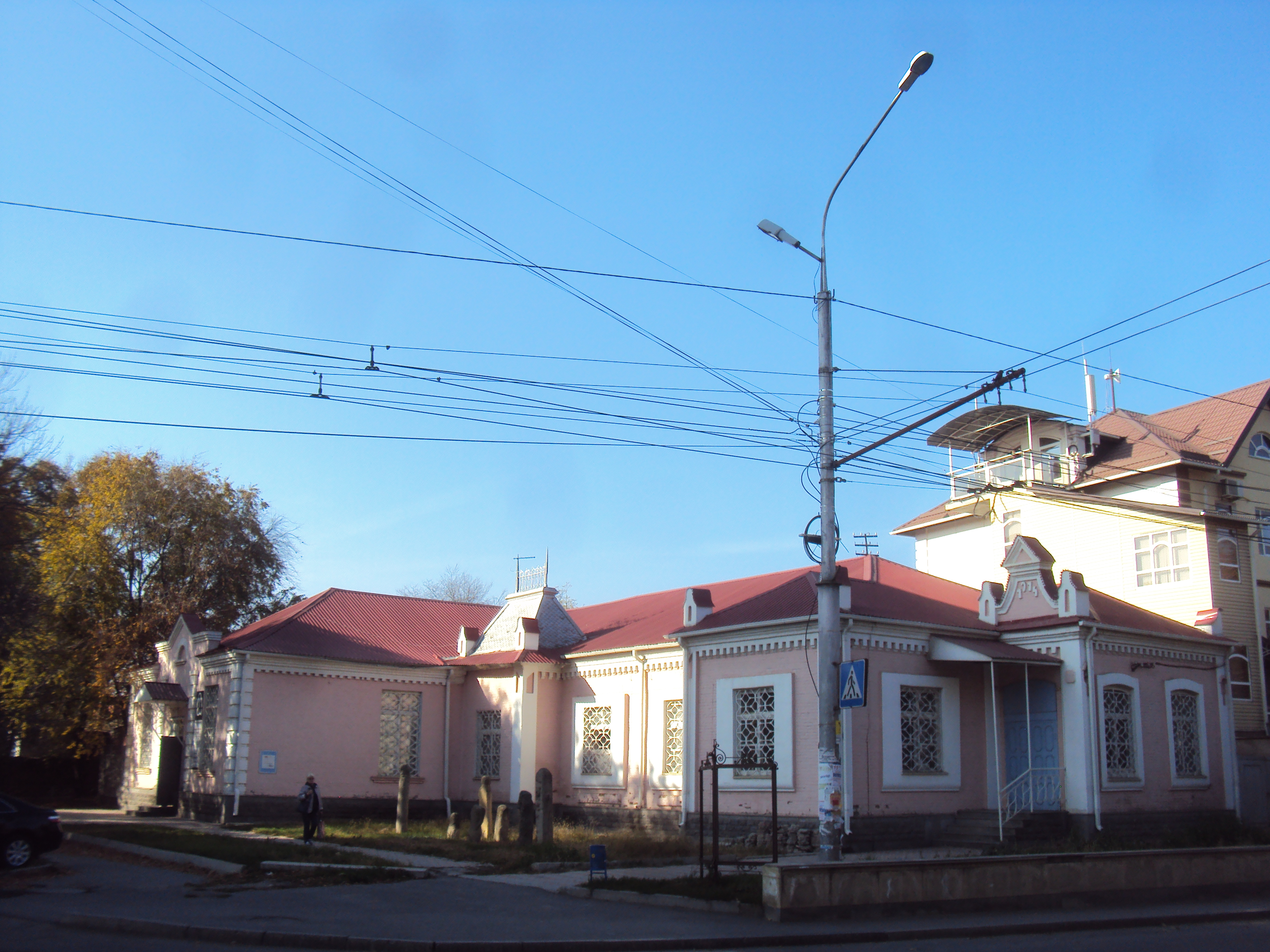
Casa Alíyev.
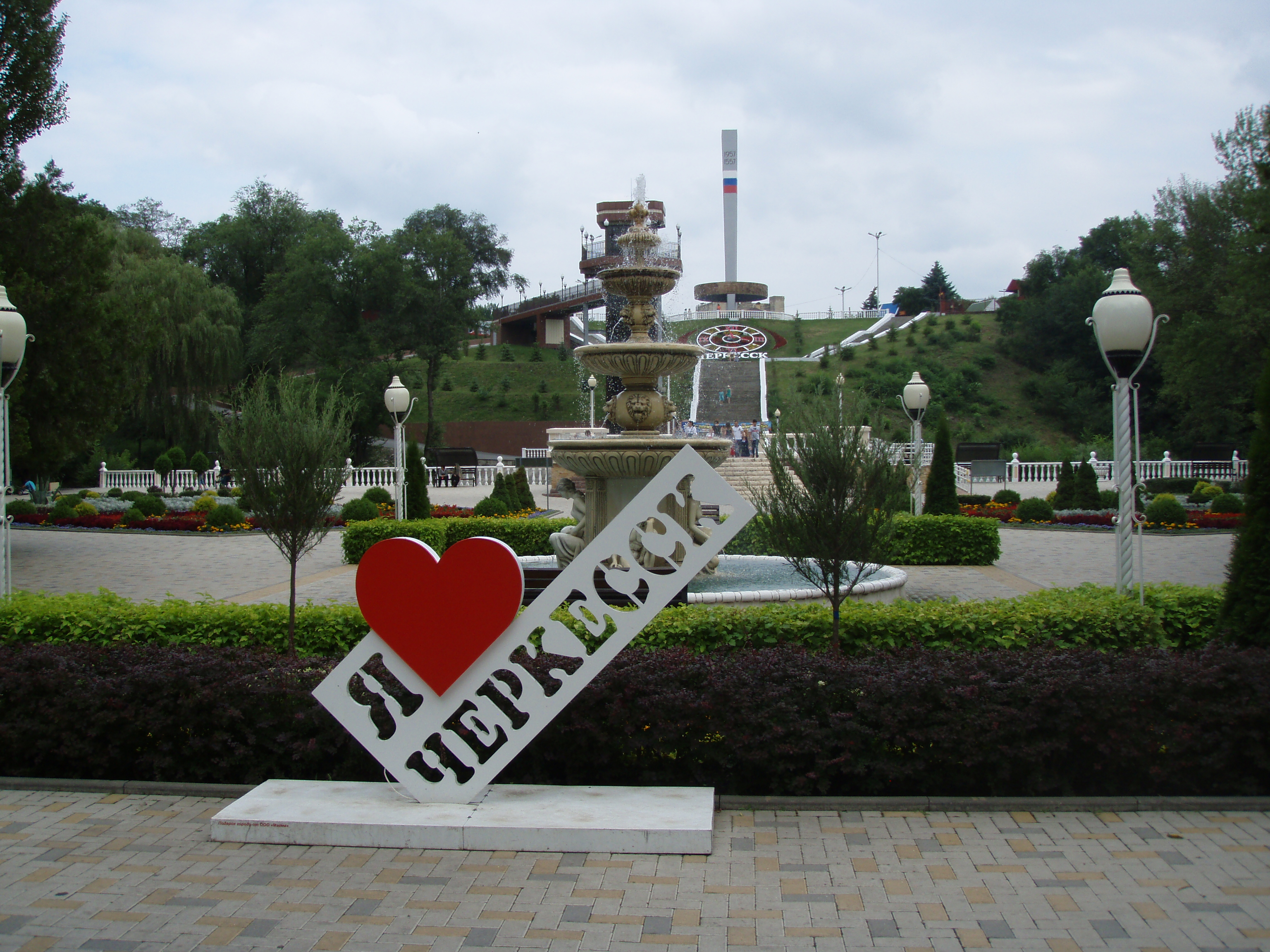
Monumento a la Amistad de los Pueblos.

## Ciudades hermanadas
- Peshtera, Bulgaria.
- Nevinnomisk, Rusia.
- / Sujumi, Abjasia/Georgia.